# 丈部鳥
丈部 鳥（はせつかべ の とり、生没年不詳）は、奈良時代の防人。

## 経歴・人物
上総国の人物。天平勝宝7歳（755年）2月、防人として筑紫に派遣された際に詠んだ歌が『万葉集』に1首入集。

## 歌
- 道の辺の 茨の末に 延ほ豆の からまる君を 離れか行かむ[2]